# Les Fêtes de l'Hymen et de l'Amour

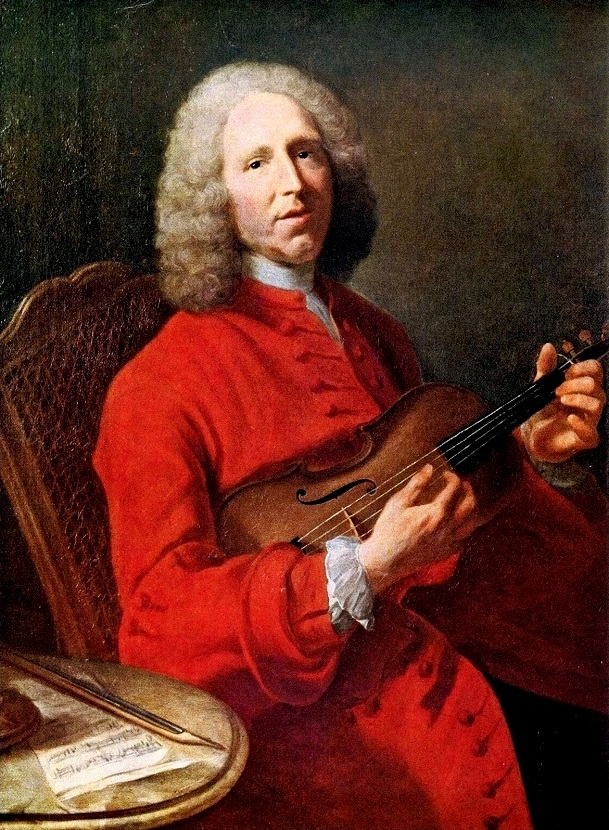
Jean-Philippe Rameau

Les Fêtes de l'Hymen et de l'Amour, ou Les Dieux d'Egypte är en opéra-ballet i en prolog och tre akter (entrées) med musik av Jean-Philippe Rameau och libretto av Louis de Cahusac.

## Historia
Operan skrevs för att fira bröllopet mellan kronprins (dauphin) Ludvig och prinsessan Maria Josefa av Sachsen. Rameau och Cahusac skrev ett passande tema: de tre akterna, Osiris, Canope och Aruéris, ou Les Isies slutar alla med att huvudpersonerna gifter sig med egyptiska gudar. Operan hade premiär den 15 mars 1747 på La Grande Ecurie på slottet Versailles utanför Paris.

## Personer
- L'Amour (Cupido) (sopran)
- Un plaisir (Ett behag) (sopran)
- L'Hymen (Guden Hymenaios) (haute-contre)
- Myrrine, Amazone sauvage (en vild amazonkvinna) (sopran)
- Orthésie, reine d'un peuple d'Amazones sauvages (Drottning över en nation av vilda amazoner) (sopran)
- Osiris (haute-contre)
- Canope (Canopus) (basbaryton)
- Agéris (haute-contre)
- Memphis, jeune nymphe (en ung nymf) (sopran)
- Le Grand-Prêtre du Dieu Canope (Guden Canopus överstepräst) (basbaryton)
- Aruéris, Dieu des Arts (De sköna konsternas gud) (haute-contre)
- Orie, jeune nymphe (en ung nymf) (sopran)
- Un Égyptien (en egyptier) (basbaryton)
- Un berger égyptien (en egyptisk herde) (haute-contre)
- Un troisième égyptien (en tredje egyptier) (basbaryton)
- Une bergère égyptienne (en egyptisk herdinna) (sopran)
- Une égyptienne (en egyptiska) (sopran)

## Handling

### Entrée I: Osiris
Osiris avväpnar en stam av amazonkrigare och uppvaktar deras krigardrottning Orthésie.

### Entrée II: Canope
Vattenguden Canope är förälskad i den vackra nymfen Memphis, som egyptierna ämnar offra till honom. Vid ceremonins höjdpunkt orsakar den vredgade guden så att Nilen svämmar över och uppenbarar sig på en vagn dragen av krokodiler. Han avslöjar att han är den dödlige mannen Nilée, som hon älskar och de gifter sig.

### Entrée III: Aruéris, ou Les Isies
Aruéris (Horus) härskar över Les Isies, en festival till ära av hans moder Isis. Festivalen prisar sång, agerande och dans. Aruéris älskade Orié ställer upp i tävlingen och vinner första pris: Aruéris.